# Power Ring
Power Ring es el nombre de varios supervillanos ficticios de DC Comics: versiones alternativas de los Linterna Verde Hal Jordan, Kyle Rayner y John Stewart, respectivamente. Originalmente residen en la Tierra-Tres, que posteriormente fue destruida durante Crisis on Infinite Earths, Power Ring, junto con los otros miembros del Sindicato del Crimen de América, son recreados en la Tierra del Universo Anti-Materia.

## EnThe New 52
Power Ring es uno de los miembros del sindicato del crimen de la Tierra-3 en la conclusión de Trinity War. Power Ring es una contraparte de Hal Jordan, conocido como Harold Jordan en la Tierra-3. Harold trabaja como conserje en Ferris Air, donde espía a las operaciones de Carol Ferris para intentar venderlas. Cuando se enfrenta a Carl Ferris, el anillo de Abin Sur de Volthoom elige a Harold, para llevarlo a la nave donde se estrelló Abin. Abin pide a Harold tomar el anillo, este lo hace, liberando a Abin Sur. Harold rápidamente se da cuenta de su error, ya que el anillo abre un portal dimensional, desatando una criatura que ataca a Harold.
Durante Forever Evil, Power Ring acompaña a Deathstorm en su incursión en Belle Reve para liberar a sus presos. Más tarde, otra vez acompañando a Deathstorm, Power Ring ataca a los Rogues, que han negado causar muertes masivas en su propia ciudad, contra las órdenes del sindicato del crimen. Cuando Deathstorm vuelve al laboratorio del Sindicato, Power Ring, con miembros de la Sociedad Secreta, atacan a Batman, Catwoman y la Sociedad de la injusticia de Lex Luthor en Wayne Enterprises. Batman intenta detener Power Ring con un anillo de Sinestro Corps, pero las construcciones de energía del anillo no son capaces de sacar el anillo y lo destruyen. Power Ring batalla por controlar al anillo, pero Sinestro le corta el brazo derecho, liberándolo del control del anillo. Power Ring le da las gracias a Sinestro por liberarlo de su maldición. Sinestro lo incinera después de eso. El anillo sin dueño crea una grieta dimensional en su vuelo de regreso a Tierra-3, en su búsqueda de un nuevo huésped.